# Giovanni Briccio
Giovanni Briccio anche noto come Giovanni Francesco Bricci, Brissio, o Brizio (Roma, 25 marzo 1579 – Roma, 8 giugno 1645) è stato un pittore, drammaturgo e musicista italiano.

## Biografia
Contrastando il volere del padre, Giovanni Battista Briccio, materassaio, che intendeva avviarlo al suo stesso mestiere, preferì darsi allo studio delle lettere, in particolare alla poesia, entrando nell'Accademia dei Taciturni, dove assunse il nome di "il Circospetto".
Come letterato scrisse soprattutto commedie e testi burleschi alla maniera del Berni e del Burchiello.
Come pittore studiò presso Federico Zuccari, di cui fu un valente discepolo.
Coltivò anche la musica; puer in Cappella Giulia, fu poi cantore in diverse chiese romane e anche maestro di cappella a S. Luigi dei Francesi. Conosciuto anche come Giovanni Francesco del Leuto, fu prefetto della Congregazione dei Santi Ambrogio e Carlo al Corso, per cui sembra che abbia composto il mottetto In medio Ecclesiae aperuit os eius, pubblicato in una raccolta di Fabio Costantini nel 1616. Nel 1632 pubblicò a Roma i Canoni enigmatici musicali a due, tre e quattro voci, con un discorso sopra i canoni. 
Fu onorato da tutti i contemporanei, che gli riconobbero ingegno eccezionale in tutte le arti.
Sposato con Chiara Recupita, ebbe diversi figli, tra cui si distinsero un figlio di nome Basilio, architetto, pittore e matematico, e una figlia, Plautilla (1616-1705), che fu anch'essa un'ottima pittrice, al punto di essere ammessa all'Accademia del Disegno di Roma. Fu la prima donna architetto a Roma e nel mondo occidentale. Entrambi i fratelli sono ricordati per i disegni, i dipinti e le decorazioni da essi eseguite nella Villa del Vascello fuori di Porta S. Pancrazio a Roma.
Alla figlia Plautilla e al ruolo che il padre ebbe come mentore della figlia, è dedicato il romanzo di Melania G. Mazzucco, L'Architettrice.
Morì, dopo lunga malattia, a Roma l'8 giugno 1645, lasciando inedite molte commedie e prose, pubblicate dopo la sua morte.

## Opere
- Giovanni Briccio, La dispettosa moglie. Comedia di Giouanni Briccio romano della congrega de Taciturni. Doue si dimostra quanto sia precipitoso lo sdegno delle donne, Venezia, Domenico Imberti, 1619.
- Giovanni Briccio, L' auentura di Zanni, e Pascariello, comedia da ricitarsi in vna mascherata, o in vn festino, Bologna, per gli hh. del Peri all'angelo custode, 1670.
- Fra Scipione Borghesi (alias Giovanni Briccio), Specchio della miseria umana, Bracciano, 1621.
- Giovanni Briccio, La zingara sdegnosa. Composta in forma di comedia di Giouanni Briccio romano. Opera di spasso e passatempo, Venezia, Angelo Salvadori, 1634.
- Giovanni Briccio, I difettosi comedia di Giouanni Briccio detto il Circonspetto nella Congrega de Taciturni, Venezia, Giovanni Alberti, 1606
- Giovanni Briccio, Il Pantalone imbertonao. Comedia nuoua di Giouanni Briccio romano pittore. Doue con ridicolose scene ornate di figure si mostra spesso esser vero quel prouerbio, qual dice, che vn disordine accommoda vn'ordine, Viterbo, appresso i Discepoli. Ad istanza dell'Autore, 1617
- Giovanni Briccio, La Tartarea. Comedia infernale di Giouanni Briccio romano. Doue con nuoua, e diletteuole compositione si mostra la virtù acquistarsi per sola opera di gran disaggio, e fatica, Viterbo, Girolamo Discepolo, 1614.